# Julio Bernad
Julio Bernad Valmaseda (Zaragoza, 17 de octubre de 1928 - Ibídem, 9 de julio de 2014) fue un futbolista español que jugaba en la demarcación de defensa. Un zaragocista que defendió desde diversos ámbitos a su Club durante prácticamente toda su vida y que estuvo presente y vivió desde dentro varios de los momentos clave de la historia del equipo aragonés.

## Biografía

### Trayectoria
Debutó con la SD Huesca como futbolista, aunque no fue hasta 1953 cuando dio el salto a un equipo grande como el Real Zaragoza. Hizo su debut con el club el 13 de septiembre de 1953 contra el Barakaldo CF en el antiguo Lasesarre con derrota por 3-2. El joven zaragozano no tardó demasiado en hacerse con un puesto de titular en la defensa aragonesa, en la que posteriormente compartiría línea con jugadores de la talla de Manuel Torres y Alustiza, quienes, junto con Lasheras en la portería, formarían una retaguardia recordada por muchos y reconocida incluso con premios. Permaneció en el club durante seis temporadas, llegando a jugar 128 partidos durante su etapa en el equipo aragonés. Finalmente, tras un breve paso por el filial del equipo, fichó por el Arenas Club, donde se retiró como futbolista.
Después de tres temporadas en Segunda, el equipo logró el ascenso a Primera División el 29 de junio de 1956, tras derrotar al Alavés en Mendizorroza por un gol a dos en el último partido de una competida y emocionante fase de ascenso, en la que tomaron parte seis equipos. Bernad portaba orgulloso el brazalete de capitán del Real Zaragoza desde el inicio de esa campaña. La siguiente temporada, el cuadro zaragocista, que por aquella época alternaba su presencia en Primera y Segunda División, consiguió la permanencia con la novena posición de la Liga.
La campaña posterior, la de 1957/1958, Bernad volvió a ser uno de los protagonistas en otro de los momentos históricos de mayor trascendencia para el Real Zaragoza, que fue el cambio de estadio de Torrero a La Romareda. El zaragozano continúo como capitán de la campaña del estreno del nuevo campo. La Romareda supuso un salto cuantitativo y cualitativa para el Real Zaragoza, y fue una de las piedras fundamentales en el crecimiento de una entidad que comenzaba a vislumbrar la llegada de varios de los jugadores que posteriormente integrarían la plantilla más exitosa de su historia: "Los Magníficos".

### Retiro
La temporada 1958/1959 fue la última de Bernad como integrante de la plantilla del primer equipo zaragocista. Tras sus 128 partidos oficiales con la camiseta blanquilla, el capitán formó parte del Amistad, filial zaragocista y del Arenas Club. Tras su retirada, en el año de 1961, Julio Bernad fue uno de los colaboradores más activos en la fundación de la Agrupación de Veteranos del Real Zaragoza, de la que llegó a ser presidente por varios años.

### Fallecimiento
Falleció el 9 de julio de 2014 en Zaragoza a los 85 años de edad.

## Clubes
| Club          | País   | Año         |
| ------------- | ------ | ----------- |
| SD Huesca     | España | 1951 - 1953 |
| Real Zaragoza | España | 1953 - 1959 |
| Arenas Club   | España | 1959 - 1961 |